# Jan II legnicki
Jan II (ur. 1477, zm. 6 marca 1495) – książę brzeski i legnicki z dynastii Piastów. Najstarszy syn Fryderyka I ks. brzesko-legnickiego i Ludmiły z Podiebradów. 
Po śmierci ojca 1488 wraz z braćmi Fryderykiem II oraz Jerzym I został formalnym władcą księstwa brzesko-legnickiego. W imieniu małoletnich synów władzę regencyjną w księstwie sprawowała Ludmiła z Podiebradów.
Zmarł bezpotomnie, nie miał także żony.